# جين سور
جينيفر لين سور (ولدت جينيفر لين ستوتشينسكي في 5 فبراير 1982) هي لاعبة ألعاب قوى أمريكية في رياضة القفز بالزانة. حاملة الميدالية الذهبية الأولمبية والعالمية، وفازت بإجمالي 17 بطولة وطنية أمريكية (7 داخل الصالات، 10 في الهواء الطلق). وهي تحمل الرقم القياسي العالمي في القفز بالزانة داخل الصالات بتحقيق قفزه بلغ ارتفاعها 5.03 متر. كما تحمل الرقم القياسي الأمريكي للسيدات في القفز بالزانة داخل الصالات. فازت بالتجارب الأولمبية الأمريكية عام 2008 محققة رقمًا قياسيًا أمريكيًا بتحقيق قفزه بلغ ارتفاعها 4.92 متر، حصلت على الميدالية الفضية في حدث القفز بالزانية للسيدات في دورة الألعاب الأولمبية الصيفية 2008 في بكين. والميدالية الذهبية في  دورة الألعاب الأولمبية الصيفية 2012 في لندن، بريطانيا في 6 أغسطس 2012. وأطلقت عليها مجلة أخبار المضمار والميدان لقب رياضية العام الأمريكية لعام 2008.